# Glennis Grace

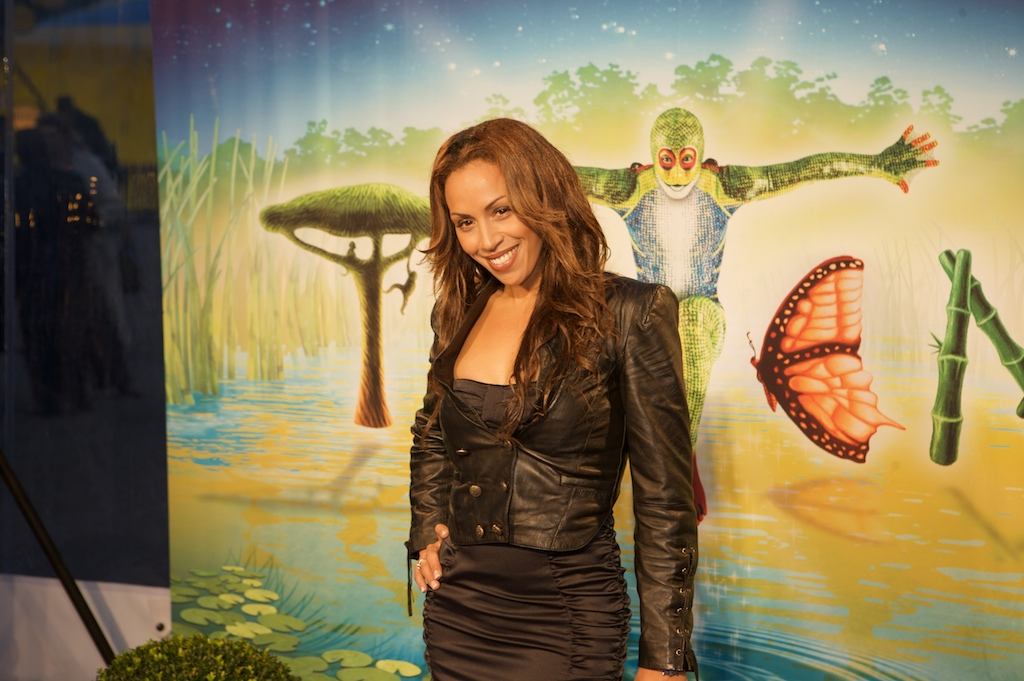
Glennis Grace (2010)

Glennis Grace (* 19. Juni 1978 in Amsterdam; bürgerlich Glenda Hulita Elisabeth Batta) ist eine niederländische Sängerin, die 2005 am Eurovision Song Contest teilnahm. Sie hätte außerdem beim Eurovision Song Contest 2020 als Interval Act auftreten sollen, der aufgrund der COVID-19-Pandemie abgesagt wurde. Dieser Auftritt wurde zusammen mit Afrojack beim Eurovision Song Contest 2021 nachgeholt.

## Karriere
Einer breiteren Öffentlichkeit wurde Grace erstmals 1994 bekannt, als sie als 16-Jährige mit einer Coverversion von Whitney Houston den Talentwettbewerb Soundmixshow gewann. Trotz dieses Erfolgs gelang ihr aber seinerzeit nicht der Durchbruch als Sängerin. 2005 schaffte sie jedoch ein Comeback, als sie mit dem Titel My Impossible Dream das Nationaal Songfestival der Niederlande gewann und sich damit für den Eurovision Song Contest 2005 in Kiew qualifizierte. Hier kam sie bis ins Semifinale.
Das 2008 veröffentlichte Album Glennis enthält ausschließlich Titel in niederländischer Sprache, an denen Grace überwiegend auch als Songwriterin mitwirkte. Mit Als Je Slaapt konnte sie erstmals in die Single TOP 10 einsteigen.
Nach einem TV-Auftritt im Jahr 2011 wurde ihre Coverversion des Titels Afscheid von der Band Volumia! ein Nummer-1-Hit und sowohl das Livealbum One Night Only, als auch das 2012 erschienene Studioalbum This Is My Voice erreichten Platz 2 der niederländischen Album-Charts.
2018 erreichte Grace das Finale der 13. Staffel der US-amerikanischen Talentshow America’s Got Talent. In den „Auditions“ trat sie mit dem Song Run To You von Whitney Houston an.

## Diskografie

### Alben
| Jahr | Titel                                | Höchstplatzierung, Gesamtwochen, AuszeichnungChartplatzierungen (Jahr, Titel, Platzierungen, Wochen, Auszeichnungen, Anmerkungen) | Höchstplatzierung, Gesamtwochen, AuszeichnungChartplatzierungen (Jahr, Titel, Platzierungen, Wochen, Auszeichnungen, Anmerkungen) | Anmerkungen         |
| Jahr | Titel                                | NL | BEF | Anmerkungen         |
| ---- | ------------------------------------ | --- | --- | ------------------- |
| 2005 | My Impossible Dream                  | NL28 (11 Wo.)NL | — |                     |
| 2008 | Glennis                              | NL32 (10 Wo.)NL | — |                     |
| 2011 | One Night Only                       | NL2 ×2Doppelplatin · (48 Wo.)NL                                                                                                   | — | Verkäufe: + 100.000 |
| 2012 | This Is My Voice                     | NL2 (22 Wo.)NL | — |                     |
| 2013 | One Christmas Night Only             | NL9 (11 Wo.)NL | — |                     |
| 2014 | Cover Story                          | NL38 (1 Wo.)NL | BEF3 (20 Wo.)BEF |                     |
| 2015 | Bitterzoet – Live & Studio Sessies   | NL5 (8 Wo.)NL | BEF187 (1 Wo.)BEF |                     |
| 2018 | Whitney – A Tribute by Glennis Grace | NL13 (2 Wo.)NL | BEF131 (2 Wo.)BEF |                     |

Weitere Alben
- 1996: Real Emotions
- 2003: Secrets of My Soul
- 2012: Live in de HMH

### Singles
| Jahr | Titel Album                              | Höchstplatzierung, Gesamtwochen, AuszeichnungChartsChartplatzierungen (Jahr, Titel, Album, Platzierungen, Wochen, Auszeichnungen, Anmerkungen) | Anmerkungen                         |
| Jahr | Titel Album                              | NL | Anmerkungen                         |
| ---- | ---------------------------------------- | --- | ----------------------------------- |
| 1994 | I’m Gonna Be Strong Real Emotions        | NL13 (9 Wo.)NL |                                     |
| 2005 | My Impossible Dream                      | NL26 (3 Wo.)NL |                                     |
| 2011 | Afscheid Cover Story                     | NL2 Platin · (16 Wo.)NL | Verkäufe: + 20.000                  |
| 2011 | Wil je niet nog 1 nacht This Is My Voice | NL5 Gold · (10 Wo.)NL | mit Edwin Evers; Verkäufe: + 10.000 |

Weitere Singles
- 1995: Somewhere in Time
- 2002: Always on My Mind
- 2002: Goodbye (A Love Triangle) (mit René Froger & Sylvia Samson)
- 2003: Absolutely Not
- 2005: Shake up the Party
- 2007: Hoe
- 2008: Als je slaapt
- 2008: Dansen met het leven
- 2010: Als je mij weer aankijkt
- 2011: Always (mit Het Metropole Orkest)
- 2012: Ik ben niet van jou
- 2013: Ondanks alles
- 2013: Als het ons niets zou doen (feat. John Ewbank)

### Gastbeiträge
| Jahr | Titel Album         | Höchstplatzierung, Gesamtwochen, AuszeichnungChartsChartplatzierungen (Jahr, Titel, Album, Platzierungen, Wochen, Auszeichnungen, Anmerkungen) | Anmerkungen                                                       |
| Jahr | Titel Album         | NL | Anmerkungen                                                       |
| ---- | ------------------- | --- | ----------------------------------------------------------------- |
| 2011 | Wereldwijd orkest – | NL12 (4 Wo.)NL | Het Metropole Orkest o.l.v. Vince Mendoza feat. Diverse Artiesten |

Weitere Gastbeiträge
- 2018: Glad ijs (Broederliefde feat. Glennis Grace)